# 1980년 동계 올림픽 뉴질랜드 선수단
1980년 동계 올림픽 뉴질랜드 선수단은 미국 레이크플래시드에서 개최된 1980년 동계 올림픽에 참가한 올림픽 뉴질랜드 선수단이다.

## 참조
- 올림픽 공식 결과 보관됨 2012-02-04 - 웨이백 머신